# Josef Priller
 (janvier 2014).
Si vous disposez d'ouvrages ou d'articles de référence ou si vous connaissez des sites web de qualité traitant du thème abordé ici, merci de compléter l'article en donnant les références utiles à sa vérifiabilité et en les liant à la section « Notes et références ».
Josef Priller (Ingolstadt, 25 juillet 1915 - Böbing, 20 mai 1961) est un pilote de chasse allemand rendu célèbre par le film Le jour le plus long tiré du livre de Cornelius Ryan.
Celui-ci, correspondant de guerre pour l'armée américaine pendant la Seconde Guerre mondiale met en scène Joseph Priller et un autre pilote dans une « Rotte », formation, devenue classique, inventée par les Allemands, de deux avions se couvrant mutuellement. Ces deux avions n'ont en réalité pas été les seuls avions de la chasse allemande à avoir attaqué les Alliés au premier jour de leur débarquement en Normandie, le 6 juin 1944 : contrairement à la légende, il y en exactement 319, soit 2,5 % des sorties alliées.
Le Général Rommel aurait déclaré quelques mois plus tôt que le premier jour de ce débarquement serait pour lui « le jour le plus long » de la guerre, d'où le titre du film.
Joseph "Pips" Priller, à ce moment Oberstleutnant, est commandant de la JG 26. Avec son coéquipier, ils reviendront indemnes, contre toute attente, de leur passe rapide sur les plages britanniques et sur Omaha. Avec 101 victoires aériennes, il est considéré comme l'un des meilleurs pilotes de chasse de la guerre, à double titre : non seulement la totalité de ses victoires sont obtenues sur le front de l'Ouest (où le tableau de chasse est plus difficile à étoffer), cas presque unique chez les Experten au-delà de cent victoires, mais son palmarès compte 68 Spitfire, record absolu dans la Luftwaffe. Priller survit à la guerre contrairement à son équipier et, devenu homme d'affaires, il meurt en 1961 d'une crise cardiaque.

## Biographie

### Début dans la chasse
Né en Bavière à Ingolstadt, Josef "Pips" Priller commence sa carrière militaire dans l'armée de terre allemande affecté à un régiment d'infanterie en 1935. L'année suivante, il est transféré dans la toute nouvelle Luftwaffe avec le grade de Oberfähnrich et commence une formation de pilote de chasse en novembre 1936. Il fait alors la connaissance du dernier-né de Messerschmitt, le monoplace Bf 109. Affecté successivement à différentes unités (JG 135, JG 123, JG 71), l'Oberleutnant Priller obtient son premier commandement le 20 septembre 1939 en devenant Staffelkapitän de la 6./JG 51.

### Batailles de France et d'Angleterre
C'est avec cette unité que Priller décroche ses premières victoires pendant les combats en pleine Bataille de France : deux chasseurs anglais le 28 mai, un Curtiss le 2 juin, deux Blenheim le 8 juin et un Spitfire le 25 juin. En tout six victoires aux commandes de son Bf 109E, l'un des meilleurs résultats de la JG 51 à cette date.
La défaite de la France débouche sur la Bataille d'Angleterre. Les pilotes de la RAF vont donner du fil à retordre à la Luftwaffe. Mais la JG 51 va se révéler particulièrement efficace. À la fin du mois d'août, au plus fort des combats, l'Oberleutnant Priller avait déjà accumulé un total de quinze victoires confirmées. Le 17 octobre 1940, il abat son vingtième adversaire et reçoit la croix de chevalier de la croix de fer le 19 d'octobre. Il sera l'un des cinq pilotes de la JG 51 à avoir atteint les vingt victoires en 1940 (avec Werner Mölders, Walter Oesau, Horst Tietzen (en) et Hermann-Friedrich Joppien.

### Front Ouest
Le 20 novembre 1940, Priller est muté dans l'unité qui fera sa notoriété la JG 26 "Schlageter", escadre tout aussi efficace et commandée par une autre légende de la Luftwaffe, Adolf Galland. Priller prend en charge la 1./JG 26 mais malgré ses efforts, il n'ajoutera pas d'autres victoires à son score avant la fin de l'année. Pendant l'hiver de 40-41, la JG 26 est mise au repos en Allemagne et complète ses effectifs et son équipement.
Le début de la Campagne de Russie en juin 1941 laisse le front Ouest sous la protection de seulement trois escadres : la JG 1 mais qui n'est pas encore complète, la JG 2 Richthofen et la JG 26 Schlageter. Le but est de maintenir la supériorité aérienne tout en affrontant les premières incursions de bombardement diurne mises en œuvre par les Britanniques. C'est dans ce contexte et lors des rudes combats de l'été que Priller va se distinguer, en abattant un Hurricane, un bombardier Blenheim et vingt-quatre Spitfire. Le 20 juillet, il est décoré des feuilles de chêne après avoir dépassé les quarante victoires.
Nommé Hauptmann peu après sa 50e victoire, Priller prend le 6 décembre la tête du troisième groupe de l'escadre, le III./JG 26. Il succède ainsi à Gerhard Schöpfel, ce dernier étant promu Kommodore de la JG 26 à la suite du retrait des premières lignes d'Adolf Galland. Son score était alors de cinquante-huit. C'est à la même époque que les Bf 109F sont remplacés par des FW 190A. Les combats perdurent toute l'année 1942, le nouveau chasseur allemand à moteur en étoile redonne l'avantage aux Allemands dans les airs mais les Britanniques répliquent avec leur nouveau Spitfire IV. Priller pour sa part continue à accumuler les victoires : sa soixantième est atteinte le 27 mars 1942, sa soixante-dixième le 5 mai.

### Défense du Reich
Mais les Abbeville Boys (surnom des pilotes de la JG 26) vont bientôt devoir se mesurer à un autre adversaire : les quadrimoteurs lourds américains. Robustes et bien armés, ces avions sont particulièrement difficiles à abattre. Le 9 octobre, Josef Priller descend un de ces bombardiers, en l'occurrence un B-24. Le 20 décembre, c'est un B-17 qui tombe sous ses tirs, sa quatre-vingt-unième victoire et la dernière de l'année 1942. Les choses se compliquent davantage encore quand, dans un échange avec la JG 54, la JG 26 est amputée du I./JG 26 et de la 7./JG 26, tous deux ayant à combattre en Russie pendant six mois, avant que l'idée ne soit définitivement abandonnée.
Le 11 janvier 1943, Priller devient alors Kommodore de la JG 26 avec le grade de Major et remplace à nouveau Gerhard Schöpfel qui rejoint l'état-major de son ami Adolf Galland. En tant que commandant d'escadre, Priller se taillera une réputation aussi bien au sein de la Luftwaffe que de l'autre côté de la Manche, son caractère jovial et son franc-parler envers les hauts-gradés aidant. Il devient notamment responsable de toutes les forces de chasse établies dans son secteur et utilisera judicieusement les ressources limitées de son escadre face aux Britanniques et aux Américains. Mais c'est sans compter sur les multiples lourdeurs administratives. Résultat, ses vols se font désormais au compte-gouttes. Délaissant son bureau autant que possible, Priller parvient néanmoins à abattre quatorze avions au cours de l'année 1943, dont sept quadrimoteurs, et porte ainsi son score à quatre-vingt-quinze victoires au 25 octobre 1943. Le 13 avril 1944, un nouveau B-17 constitue sa quatre-vingt-seizième.

### Débarquement allié
Le 6 juin 1944, jour J, le General-Major Werner Junck téléphone à Priller basé à l'aérodrome de Bondues et lui demande de mener son escadre de toute urgence au-dessus des plages de débarquement. Une conversation notoirement mouvementée s'ensuit. Déjà connu pour son caractère électrique, Priller peste derrière son combiné en ne sachant quoi faire devant cet ordre. En effet, le Stab de Priller était réduit à deux avions, et le reste de la JG 26 (un peu plus de cent avions) éparpillée un peu partout plus au sud de la France, jusqu'à Biarritz ! À la fin de la conversation, Priller demande : " Est-ce que ça vous ennuierait de me dire où a lieu le débarquement ?" ce que n'avait pas encore précisé Junck !
Une fois renseigné, Priller décolle donc seul avec son jeune ailier l'Uffz. Heinz Wodarczyk avec peu d'espoir d'en sortir vivant. Les deux hommes mènent leurs FW 190 vers Abbeville puis le Havre en se faisant tout petits dans le ciel criblé de chasseurs alliés. Gaz à fond, ils déboulent de l'estuaire de l'Orne et mitraillent Sword Beach sous les yeux des Britanniques et des Français du commando Kieffer, avant de se poser miraculeusement intacts à la base de la JG 2 commandée par Kurt Bühligen. Priller et Wodarczyk seront les seuls ce jour-là à intervenir directement au-dessus des plages de Normandie. Cette mission tout comme la conversation téléphonique entre Junck et Priller sera rendue célèbre dans le film Le Jour le plus long de Darryl F. Zanuck. Il y a cependant une différence d'âge entre l'acteur allemand Heinz Reincke (37 ans au moment du tournage en 1962) et le vrai Priller, 28 ans en juin 1944.
Le 7 juin, Priller descend un P-51 en début d'après midi et un P-47 dans la soirée, ce qui amène son score à quatre-vingt-dix-huit. Au même moment, le Major Kurt Bühligen patron de la JG 2, rentre retour de mission, au cours de laquelle il a remporté sa centième et cent-unième victoire. Priller, champagne à la main, est l'un des premiers à féliciter son camarade et rival.
Priller abat un P-38 le 11 juin et atteint finalement le nombre symbolique de cent victoires le 15 juin 1944 au cours d'une mission de chasse libre, en abattant un B-24. Après un détour pour ravitailler, le Kommodore se pose à Guyancourt où une foule l'attend pour les félicitations. Le 2 juillet, il devient le 73e soldat allemand à ajouter les glaives à sa croix de chevalier. Quand la bataille de Normandie se termine fin août, les trois groupes de la JG 26 auront obtenu plus de deux-cent-vingt victoires.

### Derniers combats
Les Alliées débarqués, la fin de la guerre est proche. Priller se préoccupe davantage de la formation des nouveaux pilotes mais ces derniers ne peuvent toutefois pas compenser la perte de pilotes vétérans. Le 12 octobre, il remporte une dernière victoire contre un P-51. Le 1er janvier 1945, Priller est nommé Oberst et participe à l'Opération Bodenplatte qui sera sa dernière mission de guerre. Il conduit notamment la JG 26 et le III./JG 54 dans l'attaque de plusieurs aérodromes alliés en Belgique. Mais comme la plupart des autres groupes lancés ce jour-là, les résultats obtenus ne peuvent compenser les pertes élevées. La JG 26 et le III./JG 54 perdent quarante appareils sur les cent-vingt-sept engagés, et trente pilotes sont tués ou capturés, dont le jeune Heinz Wodarczyk qui ne reviendra pas de cette mission.
Le 28 janvier 1945, Priller quitte définitivement la JG 26 pour être nommé inspecteur de la chasse du front Ouest. Cette décision découle de Göring qui, face à la "mutinerie" de certains grands as (Günther Lützow, Johannes Steinhoff…) limogea bon nombre d'entre eux. C'est à ce poste que l'Oberst Priller termine la guerre, le 8 mai 1945, jour où il est capturé par les forces anglo-américaines.
Une fois libre, Josef Priller se marie et devient directeur de la brasserie de son épouse en Bavière. Il ne rejoindra pas la nouvelle armée de l'air allemande des années 1950 mais sera occasionnellement consultant, notamment dans le film qui le rendit célèbre. Remarque originale, il portait des lunettes de vue pour piloter, chose rare pour un pilote de chasse, ce qui ne l'empêcha pas de revendiquer 101 victoires sur le seul front de la Manche, le tout en 307 missions de combat. Son score en fait un des meilleurs sur ce secteur juste derrière Adolf Galland (104 victoires) et Egon Mayer (102 victoires). Priller détient le record du nombre de chasseurs Spitfire abattus, 68 au total. Son palmarès compte en outre onze quadrimoteurs. Ce fut un des plus grands pilotes de la Luftwaffe mais aussi un chef charismatique. De nature impulsive, il n'avait pas la langue dans sa poche et n'hésitait pas à exprimer le fond de sa pensée à ses supérieurs directs.
Josef Priller meurt à 45 ans d'une crise cardiaque le 20 mai 1961.